# Óbudai Múzeum
Az Óbudai Múzeum Budapest III. kerületében működő múzeum. Fenntartója Budapest III. Kerület Óbuda-Békásmegyer Önkormányzata.

## Címe
1033 Budapest, Fő tér 1.

## Története

### Előzménye
Az 1873. január 1-jével egyesült főváros első hely-, és településtörténeti múzeumaként 1927-ben nyitotta meg kapuit az Óbudai Árpád Múzeum Óbudán, a Kiskorona utca 10. szám alatt. Az akkori polgári fiúiskola épületében Palóczi Edgár szervezte meg a múzeumot, amelynek anyaga a második világháború alatt teljes egészében megsemmisült.

### A mai Óbudai Múzeum és Könyvtár története
A mai Óbudai Múzeum jogelődje Pest, Buda és Óbuda egyesítésének 100. évfordulóján, 1973-ban jött létre. Neve  Óbudai Helytörténeti Gyűjtemény volt.  1973 és  1994 között az intézmény előbb az Óbudai Művelődési Központ, majd az Óbudai Társaskör részét képezte, majd 1994-ben önállósult, Óbudai Helytörténeti Gyűjtemény néven. A Gyűjteményt 1996-ban a Művelődési Minisztérium  Közgyűjteményi Főosztálya nyilvánította  múzeummá, Óbudai Múzeum néven. 
A kerületi önkormányzat 2008. április 1-jévek összevonta az Óbudai Múzeumot és a Platán Könyvtárat, Óbudai Múzeum és Könyvtár néven 

## Gyűjteményei

### Időszaki kiállításai
- Goldberger Gyűjtemény

## Képgaléria

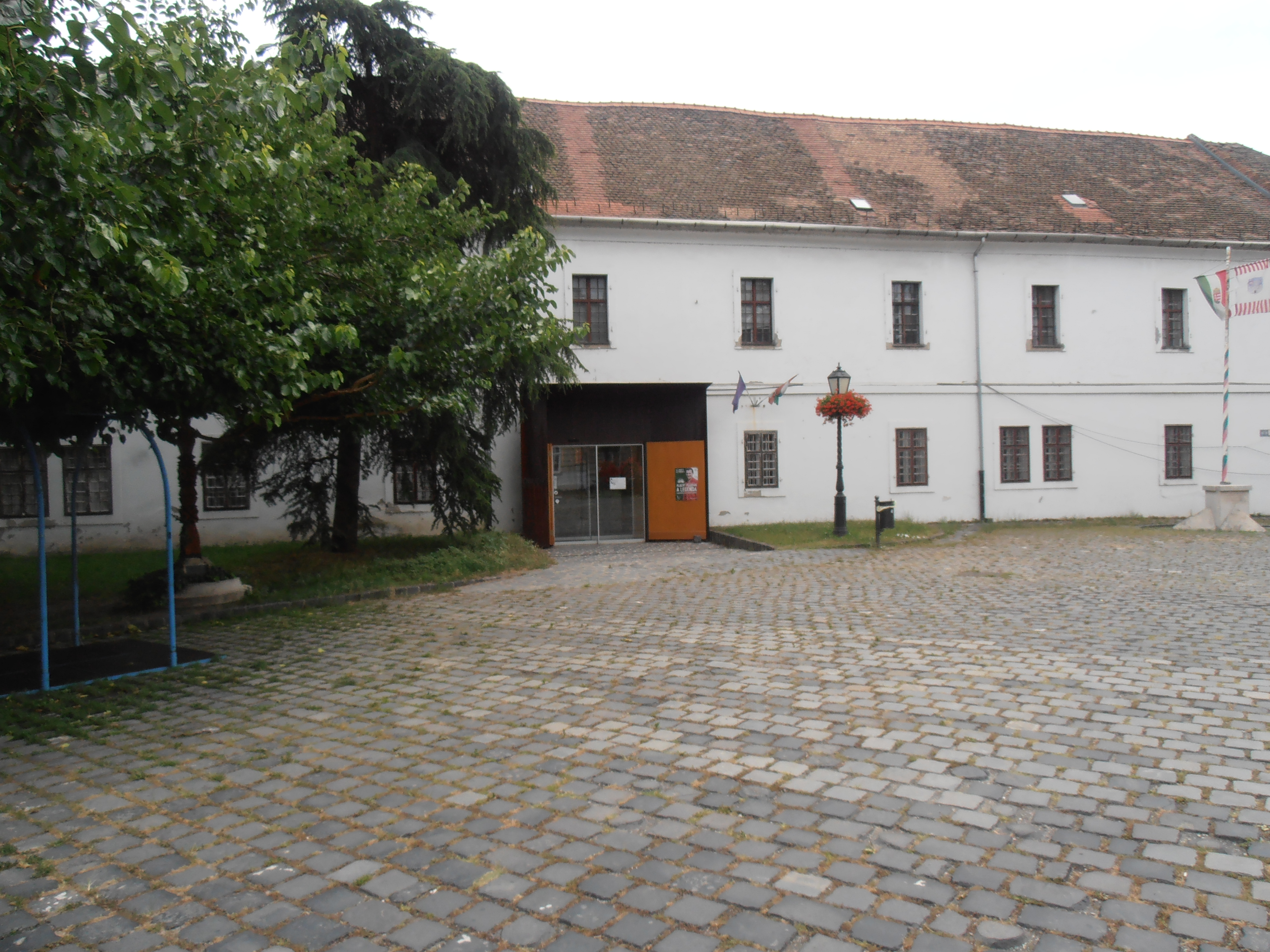
Az épület a Fő tér felől, 2024-ben
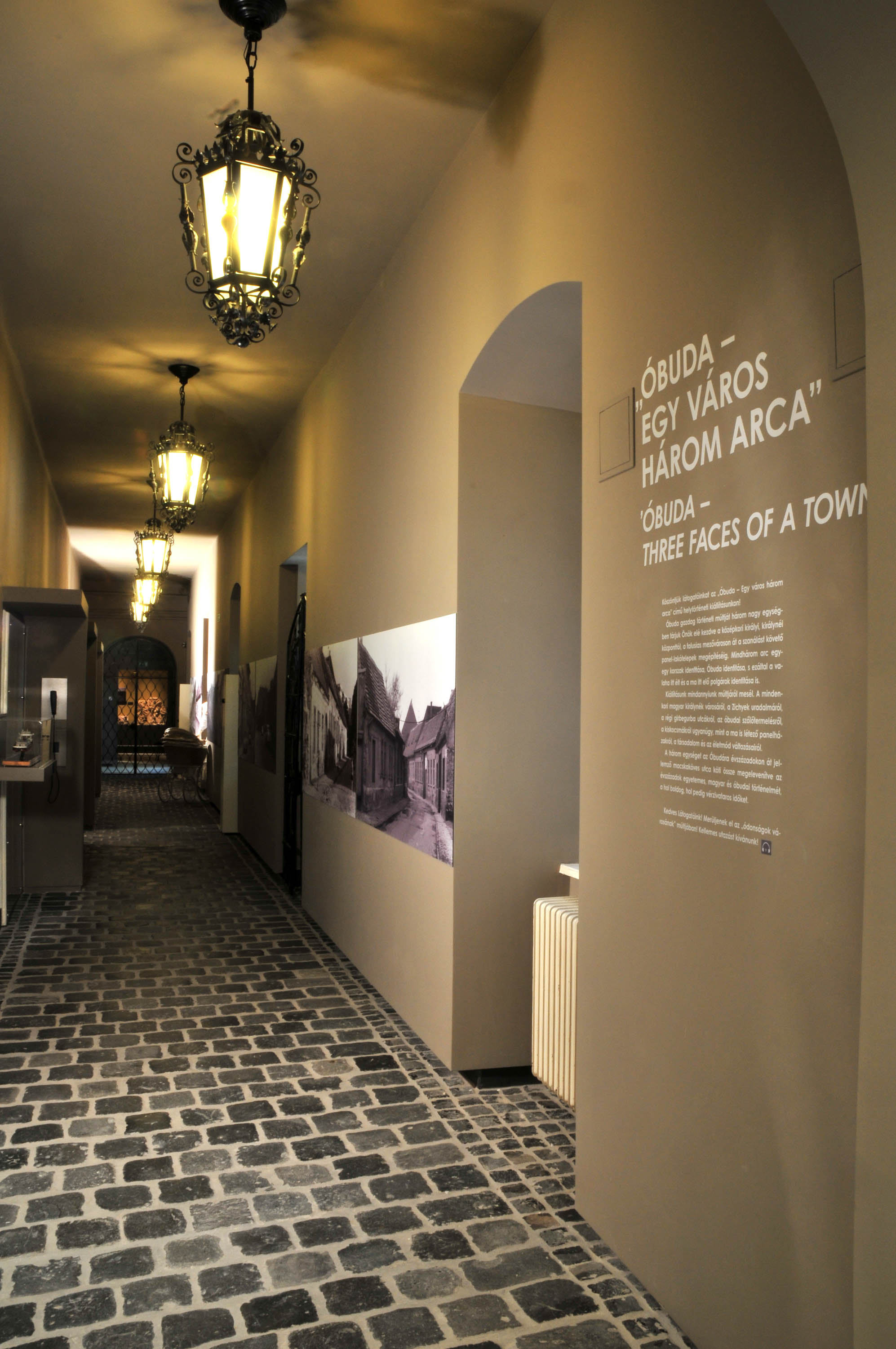
Az Óbudai Múzeum állandó kiállításának bejárata